# Бактерицидная лампа

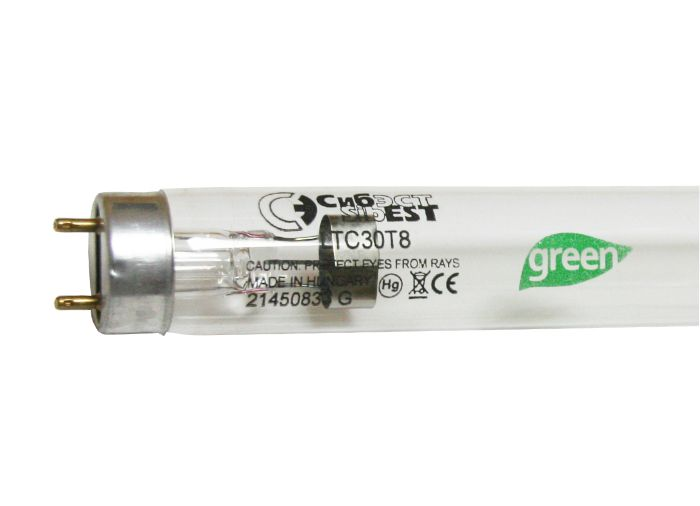

Бактерицидная лампа — электрическая ртутная газоразрядная лампа низкого давления с колбой из увиолевого стекла или другого материала, обеспечивающего заданный спектр пропускания ультрафиолетового излучения. Ультрафиолетовое излучение обладает обеззараживающими свойствами, которые и дали название лампе.
В бактерицидных лампах спектр ультрафиолетового излучения подбирают так, чтобы минимизировать образование озона и вредное воздействие на кожу и глаза путём вырезания из спектра излучения лампы жёсткого ультрафиолета. Стараются оставить только спектральную линию мягкого ультрафиолета с длиной волны 253,7 нм. Такие лампы называют ещё «безозоновыми» благодаря минимизации образования озона. После кварцевания бактерицидной лампой проветривать помещение не обязательно в отличие от кварцевой лампы.
Бактерицидные лампы используются для обеззараживания воздуха и поверхностей в помещении, дезинфекции питьевой и аквариумной воды, стерилизации предметов и медицинских инструментов. Нейтрализуют основную часть микроорганизмов, таких как бактерии, вирусы, грибки и споры.
Бактерицидные лампы применяются в различных устройствах, таких как бактерицидные облучатели, бактерицидные рециркуляторы, приборы для дезинфекции воды и т. д.
При работе с бактерицидными лампами следует помнить об опасности ультрафиолета для зрения и кожи.
Облучатель-рециркулятор имеет в своей конструкции вентиляторы, а собран он так, чтобы излучение ламп не покидало корпус, таким образом бактерицидный рециркулятор может безопасно работать в помещении, в котором находятся люди, поскольку при работе прибора облучению ультрафиолетом подвергается только проходящий через него воздух.